# ذبيح الله صفا
ذبیح الله صفا (بالفارسية: ذبیح‌الله صفا؛ 1911 - 1999 م) هو أديب إيراني، مختص بالدراسات الإيرانية.

## آثاره
أشهر مصنفاته كتاب في تاريخ الأدب الفارسي. ونقل من أعماله إلى العربية:
- «كنز الشعر» - ترجمة محمد علاء الدين. القاهرة: المركز القومي للترجمة - 1425 هـ / 2005 م.[1]